# عشق 101
عشق 101 (بالتركية: Aşk 101) هو مسلسل درامي شبابي تركي, الموسم الأول يتألف من 8 حلقات, أخرجه أحمد كاتيكسيز وكتبه ميريش أسيمي وديستان سيدولي. أصبح المسلسل متاح للبث على نتفليكس في 24 أبريل 2020.
تم عرض الموسم الثاني والأخير لأول مرة في 30 سبتمبر 2021 وهو من إخراج أوموت آرال وجونينتش أويانيك ويتكون من 8 حلقات.

## القصة
تبدأ القصة اليوم في إسطنبول, عندما تصل امرأة تدعى عشق إلى منزل قديم. هناك تتذكر ماضي وأصدقاء شبابها.
في عام 1998, تتعرض مجموعة من الشباب (إيدا وعثمان وسنان وكريم) الذين يدرسون في مدرسة في إسطنبول لخطر الإقصاء بسبب سلوكهم. إنهم مختلفون جدًا عن زملائهم في الصف, وبالتالي يشعرون بالوحدة. مدير المدرسة ومعظم المعلمين ضدهم, ومعلمة واحدة فقط تدعى بورجو تبذل قصارى جهدها لحماية الصغار. ومع ذلك, يكتشفون أن بورجو سيتم نقلها, وهذا يعني أنه سيتم استبعادهم جميعًا بعد رحيلها. من أجل منع ذلك, يتحد الطلاب ويضعون خطة: سيجعلون بورجو تقع في الحب حتى تبقى في إسطنبول. وفقا للقانون, بعد الزواج ستتمكن من اختيار مكان العمل بنفسها. يطلبون المساعدة من عشق, طالبة ممتازة وفتاة ذات قلب كبير. سرعان ما أصبحت جزءًا منهم. يساعد هذا الاتحاد الطلاب على التغيير نحو الأفضل, وفهم أنفسهم, وإدراك أهمية الصداقة الحقيقية, والعثور على الحب وطريقتهم الخاصة في الحياة. في الوقت نفسه, تساعد خطتهم بورجو على تغيير نظرتها إلى الحياة والعثور على الحب الحقيقي مع مدرس جديد منطوي يدعى كمال.

## طاقم التمثيل
- ميرت يازجي أوغلو, سنان
- كوبيلاي اكا, كريم
- ألينا بوز, إدا
- صلاح الدين باشالي عثمان
- إبك فيليز يزيجي, عشق
- بينار دينيز, بورجو
- قان أورغانجي أوغلي, كمال
- مفيد كاياجان, نجدت
- باده إيشجيل, عشق البالغة
- توبا أونسال, إدا البالغة

## الحلقات
| الموسم | الحلقات | الحلقات | الأصلي        | الأصلي |
| الموسم | الحلقات | الحلقات | الأول         | الأخير |
| ------ | ------- | ------- | ------------- | ------ |
| 1      | 8       | 8       | 24 أبريل 2020 | سيُعلن  |

| ر. الإجمالي | العنوان         | المخرج          | الكاتب     | تاريخ الإصدار الأصلي |
| ----------- | --------------- | --------------- | ---------- | -------------------- |
| 1           | «اللحظة الأولى» | أحمد كاتكسيز    | ميرتش أجمي | 24 أبريل 2020        |
| 2           | «الإعجاب»       | أحمد كاتكسيز    | ميرتش أجمي | 24 أبريل 2020        |
| 3           | «الرغبة»        | أحمد كاتكسيز    | ميرتش أجمي | 24 أبريل 2020        |
| 4           | «الاشتياق»      | أحمد كاتكسيز    | ميرتش أجمي | 24 أبريل 2020        |
| 5           | «الانسجام»      | دينيز يورولمازر | ميرتش أجمي | 24 أبريل 2020        |
| 6           | «المرح»         | دينيز يورولمازر | ميرتش أجمي | 24 أبريل 2020        |
| 7           | «التغيير»       | دينيز يورولمازر | ميرتش أجمي | 24 أبريل 2020        |
| 8           | «لحظة خاصة»     | دينيز يورولمازر | ميرتش أجمي | 24 أبريل 2020        |

## التصوير
تم التصوير الرئيسي للموسمين الأول والثاني في ثانوية عاكف تونسل المهنية والتقنية الأناضولية في شيشلي، إسطنبول.

## رد فعل
قبل العرض الأول للمسلسل, زُعم أن شخصية عثمان كانت تُستخدم في "الدعاية المثلية" و"الانحراف". نفت نتفليكس هذه الادعاءات. وأكد النقاد الذين شاهدوا أول 8 حلقات من المسلسل وكتبوا عنها في أعمدتهم, أنه لا توجد مثل هذه الشخصية في المسلسل.

## روابط خارجية
- عشق 101 على موقع IMDb (الإنجليزية)
- عشق 101 على موقع روتن توميتوز (الإنجليزية)
- عشق 101 على موقع نتفليكس (الإنجليزية)
- عشق 101 على موقع كينوبويسك (الروسية)
- عشق 101 على موقع قاعدة بيانات الفيلم (الإنجليزية)